# Puigsagordi (Balenyà)
|  | Per al nucli de població de Centelles, vegeu Puigsagordi (Centelles) |

El Puigsagordi és un turó situat dins del terme municipal de Balenyà, tal com indica el mapa de municipis, tot i que reivindicat per Centelles. La seva altitud varia segons les fonts, des dels 972 fins als 984 m. Està situat a l'oest del nucli de Centelles i al sud-oest de Balenyà.

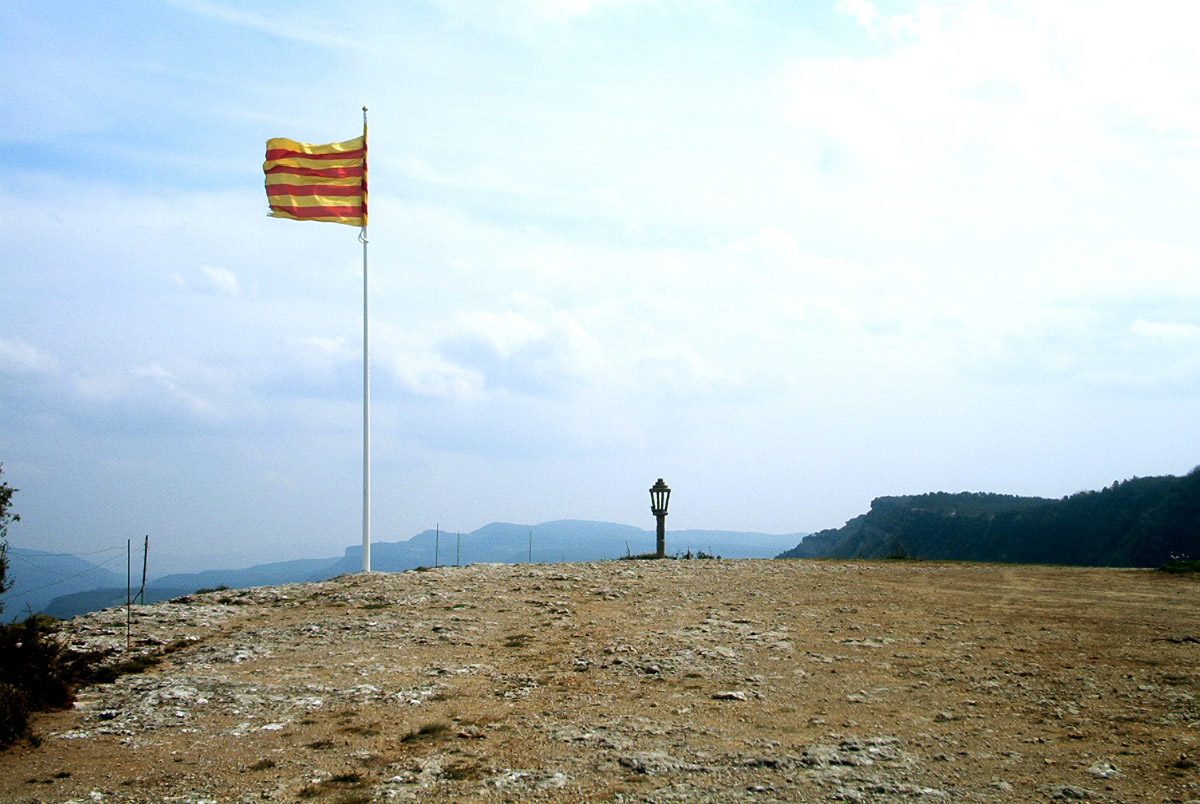
Cim de Puigsagordi

El turó és tingut en gran estima pels centellencs, que el dia 1 de maig hi celebren un popular aplec. També és un indret afavorit pels escaladors, ja que la composició de la seva roca, formada per materials de l'Eocè i successius relleus calcaris, la fa una muntanya molt apta per practicar-hi l'esport. Ho demostren les nombroses vies d'escalada que hi ha i la recent (2007) obertura de la via ferrada de les Baumes Corcades, que s'està erigint com un dels atractius turístics de la zona.
Situat a la capçalera septentrional del Congost i coronat per una imponent senyera, el Puigsagordi presideix, també, els límits meridionals de la plana de Vic, dels quals és un mirador excel·lent; també presideix els estreps occidentals del Montseny a llevant, ferits per les explotacions de les pedreres; i el territori boscós i despoblat de la Sauva Negra a ponent. El bosc de la Sauva Negra és considerat un espai natural protegit i disposa de 110 hectàrees d'una gran bellesa. A migdia del Puigsagordi s'estén un llarg serrat que va carenejant fins al Morro de Porc, un sector coronat per una curta cinglera abalconada sobre els primers pendissos de la Garga. Es creu que els primers homes prehistòrics d'Osona es van establir en aquesta zona on, actualment, es poden trobar diversos dòlmens. El Puigsagordi també dona nom a la urbanització que s'estén cap al nord d'aquesta mateixa serralada. A la falda del turó hi ha una casa de pagès anomenada el Cerdà, mas on va néixer el cèlebre arquitecte i urbanista, creador de l'Eixample de Barcelona, Ildefons Cerdà.